# باد بتیکر
باد بتیکر (انگلیسی: Budd Boetticher؛ ‎/ˈbɛtɪkər/‎، زاده ۲۹ ژوئیهٔ ۱۹۱۶ – درگذشته ۲۹ نوامبر ۲۰۰۱) یک کارگردان اهل ایالات متحده آمریکا بود.
وی کارگردان فیلم‌هایی همچون شکارچیان گرگ، طلوع خورشید تکیلا و مردی از آلامو بوده است.